# Brienne (Saône-et-Loire)
Brienne település Franciaországban, Saône-et-Loire megyében. Lakosainak száma 479 fő (2022. január 1.). Brienne Loisy, Cuisery, La Genête és Jouvençon községekkel határos.

## Népesség
A település népességének változása:
| Lakosok száma | 485  | 474  | 482  | 468  | 464  | 460  | 466  | 473  | 479  |
|               | 2013 | 2015 | 2016 | 2017 | 2018 | 2019 | 2020 | 2021 | 2022 |